# العلاقات السويدية الإستونية
العلاقات السويدية الإستونية هي العلاقات الثنائية التي تجمع بين السويد وإستونيا.

## مقارنة بين البلدين
هذه مقارنة عامة ومرجعية للدولتين:
| وجه المقارنة                                              | السويد                                                                               | إستونيا                                                                             |
| --------------------------------------------------------- | ------------------------------------------------------------------------------------ | ----------------------------------------------------------------------------------- |
| المساحة (كم2)                                             | 450.30 ألف                                                                           | 45.34 ألف                                                                           |
| عدد السكان (نسمة)                                         | 10.16 مليون                                                                          | 1.32 مليون                                                                          |
| الكثافة السكانية (ن./كم²)                                 | 22.56                                                                                | 29.11                                                                               |
| العاصمة                                                   | ستوكهولم                                                                             | تالين                                                                               |
| اللغة الرسمية                                             | اللغة السويدية، لغات السامي، اللغة الفنلندية، منكيلي، اللغة الرومنية، اللغة اليديشية | اللغة الإستونية                                                                     |
| العملة                                                    | كرونة سويدية                                                                         | يورو، كرون إستوني، كرون إستوني، المارك الإستوني                                     |
| الناتج المحلي الإجمالي (بليون دولار)                      | 538.04 مليار                                                                         | 25.92 مليار                                                                         |
| الناتج المحلي الإجمالي (تعادل القوة الشرائية) بليون دولار | 469.01 مليار                                                                         | 38.11 مليار                                                                         |
| الناتج المحلي الإجمالي الاسمي للفرد دولار أمريكي          | 50.58 ألف                                                                            | 17.79 ألف                                                                           |
| الناتج المحلي الإجمالي للفرد دولار أمريكي                 | 45.30 ألف                                                                            | 28.14 ألف                                                                           |
| مؤشر التنمية البشرية                                      | 0.907                                                                                | 0.871                                                                               |
| رمز المكالمات الدولي                                      | +46                                                                                  | +372                                                                                |
| رمز الإنترنت                                              | .se                                                                                  | .ee                                                                                 |
| المنطقة الزمنية                                           | توقيت وسط أوروبا، ت ع م+01:00، ت ع م+02:00، أوروبا/ستوكهولم ‏                         | ت ع م+02:00، ت ع م+03:00، توقيت شرق أوروبا، أوروبا/تالين ‏، توقيت شرق أوروبا الصيفي ‏ |

## مدن متوأمة
في ما يلي قائمة باتفاقيات التوأمة بين مدن سويدية وإستونية:
- ترتبط Nacka [الإنجليزية]‏ مع كايلا (مدينة) باتفاقية توأمة منذ 15 أكتوبر 2005.
- ترتبط بلدية ميولبي [الإنجليزية]‏ مع Häädemeeste Rural Municipality  [لغات أخرى]‏ باتفاقية توأمة.
- ترتبط Kristinehamn Municipality [الإنجليزية]‏ مع Elva City ‏ باتفاقية توأمة.
- ترتبط Åmål Municipality [الإنجليزية]‏ مع Türi Parish [الإنجليزية]‏ باتفاقية توأمة.
- ترتبط Nora Municipality [الإنجليزية]‏ مع Kõo Parish [الإنجليزية]‏ باتفاقية توأمة.
- ترتبط Strömstad Municipality [الإنجليزية]‏ مع أبرشية نيسي باتفاقية توأمة.
- ترتبط Karlstad Municipality [الإنجليزية]‏ مع Jõgeva Parish [الإنجليزية]‏ باتفاقية توأمة.[16]
- ترتبط Sunne Municipality [الإنجليزية]‏ مع Mustvee City ‏ باتفاقية توأمة.
- ترتبط Oxelösund [الإنجليزية]‏ مع Türi [الإنجليزية]‏ باتفاقية توأمة.
- ترتبط ستوكهولم مع تالين باتفاقية توأمة.
- ترتبط Bräcke Municipality [الإنجليزية]‏ مع Karula Parish [الإنجليزية]‏ باتفاقية توأمة.
- ترتبط Södertälje Municipality [الإنجليزية]‏ مع مدينة بارنو [الإنجليزية]‏ باتفاقية توأمة منذ 1999.
- ترتبط Hallsberg Municipality [الإنجليزية]‏ مع Valga City ‏ باتفاقية توأمة.
- ترتبط Säffle Municipality [الإنجليزية]‏ مع Antsla Parish [الإنجليزية]‏ باتفاقية توأمة.
- ترتبط سيغتونا مع راكفير باتفاقية توأمة منذ 1991.
- ترتبط Haninge Municipality [الإنجليزية]‏ مع Haapsalu (urban municipality) [الإنجليزية]‏ باتفاقية توأمة.
- ترتبط بلدية تابي مع Viimsi Parish [الإنجليزية]‏ باتفاقية توأمة.
- ترتبط Varberg Municipality [الإنجليزية]‏ مع مقاطعة تارتو باتفاقية توأمة.
- ترتبط بلدية هيلسينجبورج مع مدينة بارنو [الإنجليزية]‏ باتفاقية توأمة منذ 2005.[17][18]
- ترتبط بلدية أبسالة [الإنجليزية]‏ مع Tartu (urban municipality) [الإنجليزية]‏ باتفاقية توأمة منذ 1947.[19][19][19]
- ترتبط Oskarshamn [الإنجليزية]‏ مع بارنو باتفاقية توأمة.
- ترتبط Leksand Municipality [الإنجليزية]‏ مع Karksi Parish [الإنجليزية]‏ باتفاقية توأمة.
- ترتبط Härryda Municipality [الإنجليزية]‏ مع فورو (بلدة) باتفاقية توأمة.
- ترتبط نورتليه مع Kärdla City ‏ باتفاقية توأمة.
- ترتبط Skövde Municipality [الإنجليزية]‏ مع كوريساري باتفاقية توأمة.[20]
- ترتبط Norberg Municipality [الإنجليزية]‏ مع Raasiku Parish [الإنجليزية]‏ باتفاقية توأمة.
- ترتبط Sigtuna Municipality [الإنجليزية]‏ مع راكفير باتفاقية توأمة منذ 1991.
- ترتبط Vårgårda [الإنجليزية]‏ مع بولفا باتفاقية توأمة.
- ترتبط Heby Municipality [الإنجليزية]‏ مع Saarde Rural Municipality  [لغات أخرى]‏ باتفاقية توأمة.
- ترتبط Enköping Municipality [الإنجليزية]‏ مع Haapsalu (urban municipality) [الإنجليزية]‏ باتفاقية توأمة منذ 1998.[21][21][21][21]
- ترتبط بلدية سولنتونا مع Saue City ‏ باتفاقية توأمة.
- ترتبط Alingsås Municipality [الإنجليزية]‏ مع Leisi Parish [الإنجليزية]‏ باتفاقية توأمة.
- ترتبط بلدية مالمو [الإنجليزية]‏ مع تالين باتفاقية توأمة منذ 2003.[22][22][22][22]
- ترتبط Skellefteå Municipality [الإنجليزية]‏ مع تالين باتفاقية توأمة منذ 1 أبريل 1968.
- ترتبط Ljusdal Municipality [الإنجليزية]‏ مع Vinni Parish [الإنجليزية]‏ باتفاقية توأمة.
- ترتبط Sala Municipality, Sweden [الإنجليزية]‏ مع Vändra Parish [الإنجليزية]‏ باتفاقية توأمة.
- ترتبط Malung-Sälen Municipality [الإنجليزية]‏ مع Viiratsi Parish [الإنجليزية]‏ باتفاقية توأمة.
- ترتبط لاندسكرونا مع فورو (بلدة) باتفاقية توأمة.
- ترتبط بلدية إسلوف مع فيلياندي باتفاقية توأمة.
- ترتبط Trosa Municipality [الإنجليزية]‏ مع Tapa Parish [الإنجليزية]‏ باتفاقية توأمة.
- ترتبط Jönköping Municipality [الإنجليزية]‏ مع مقاطعة لين-فيرو باتفاقية توأمة منذ 2001.[23][24][25][26]
- ترتبط Lekeberg Municipality [الإنجليزية]‏ مع Leisi Parish [الإنجليزية]‏ باتفاقية توأمة.
- ترتبط Karlskoga Municipality [الإنجليزية]‏ مع نارفا باتفاقية توأمة منذ 1963.
- ترتبط مقاطعة يافلبورغ مع مقاطعة لين-فيرو باتفاقية توأمة.
- ترتبط Eskilstuna Municipality [الإنجليزية]‏ مع Haapsalu (urban municipality) [الإنجليزية]‏ باتفاقية توأمة.

## منظمات دولية مشتركة
يشترك البلدان في عضوية مجموعة من المنظمات الدولية، منها:
| علم المنظمة | اسم المنظمة                               | تاريخ انضمام السويد | تاريخ انضمام إستونيا |
| ----------- | ----------------------------------------- | ------------------- | -------------------- |
|             | الاتحاد الأوروبي                          | 1995                | 1 مايو 2004          |
|             | وكالة ضمان الاستثمار متعدد الأطراف        | 12 أبريل 1988       | 24 سبتمبر 1992       |
|             | منظمة التعاون الاقتصادي والتنمية          | ?                   | ?                    |
|             | الأمم المتحدة                             | 19 نوفمبر 1946      | 17 سبتمبر 1991       |
|             | الوكالة الدولية للطاقة                    | ?                   | ?                    |
|             | الفريق المعني برصد الأرض                  | ?                   | ?                    |
|             | مركز تنسيق الحركة في أوروبا ‏              | ?                   | ?                    |
|             | Nordic Battlegroup ‏                       | ?                   | ?                    |
|             | منظمة حظر الأسلحة الكيميائية              | ?                   | ?                    |
|             | منظمة التجارة العالمية                    | 1995                | ?                    |
|             | منظمة الشرطة الجنائية الدولية             | ?                   | ?                    |
|             | مجلس دول بحر البلطيق                      | ?                   | ?                    |
|             | منظمة الأمن والتعاون في أوروبا            | 25 يونيو 1973       | 10 سبتمبر 1991       |
|             | مؤسسة التنمية الدولية                     | 24 سبتمبر 1960      | 11 أكتوبر 2008       |
|             | يونسكو                                    | 23 يناير 1950       | 14 أكتوبر 1991       |
|             | مجلس أوروبا                               | ?                   | ?                    |
|             | Strategic Airlift Capability ‏             | ?                   | ?                    |
|             | الاتحاد البريدي العالمي                   | ?                   | ?                    |
|             | البنك الدولي للإنشاء والتعمير             | 31 أغسطس 1951       | 23 يونيو 1992        |
|             | اتفاقية السماوات المفتوحة                 | ?                   | ?                    |
|             | المنظمة الهيدروغرافية الدولية             | ?                   | ?                    |
|             | الاتحاد الدولي للاتصالات                  | 1866                | 19 مايو 1922         |
|             | مؤسسة التمويل الدولية                     | 20 يوليو 1956       | 9 أغسطس 1993         |
|             | المنظمة الأوروبية لسلامة الملاحة الجوية   | 1995                | 2015                 |
|             | المركز الدولي لتسوية المنازعات الاستشارية | 28 يناير 1967       | 23 يوليو 1992        |
|             | مجموعة أستراليا                           | 1991                | 2004                 |
|             | مجموعة الموردين النوويين                  | ?                   | ?                    |

## أعلام
هذه قائمة لبعض الشخصيات التي تربطها علاقات بالبلدين:
- أندريس كونغ (سياسي سويدي، 13 سبتمبر 1945 – 10 ديسمبر 2002)
- إيما غرين (منافِسة أوليمبية سويدية، 8 ديسمبر 1984 – )
- برنارد شميدت (عالم فلك ألماني، 30 مارس 1879 – 1 ديسمبر 1935[39])
- دانيال بيرغمان (مخرج أفلام سويدي، 7 سبتمبر 1962[40] – )
- ديفيد جاسي (11 أبريل 1974 – )
- ريبيكا بيترسون (لاعبة كرة مضرب سويدية، 6 أغسطس 1995 – )
- سويديو إستونيا
- لينارت ميري (29 مارس 1929[41][42][43] – 14 مارس 2006[41][42][43])
- ماري كاندر (كاتبة سويدية، 27 مايو 1962[44][45] – 24 مارس 2005[44][45])

## وصلات خارجية
- موقع وزارة الخارجية السويدية
- موقع وزارة الخارجية الإستونية